# Kanton Perpignan-4
Kanton Perpignan-4 (fr. Canton de Perpignan-4) je francouzský kanton v departementu Pyrénées-Orientales v regionu Languedoc-Roussillon. Tvoří ho čtvrť Moulin-à-Vent v jižní části města Perpignan.